# Апаши (кружок)
«Апаши» (фр. Les Apaches), «Общество апашей» (фр. Société des Apaches) — неформальное парижское художественное содружество начала XX века, существовавшее до начала Первой мировой войны. Группировалось вокруг композитора Мориса Равеля и его друзей, но интересы общества не ограничивались только музыкальными.  

## История

### Создание и деятельность
В начале XX века французский композитор Морис Равель завязывает отношения со многими парижскими деятелями культуры. Постепенно вокруг него (ок. 1903 года) сформировался художественный кружок. В него в первую очередь вошли такие его старые друзья как художники Поль Сард и Люсьен Гарбан. Несколько позже к ним присоединились поэт и критик Леон-Поль Фарг; начинающий музыкант Морис Деляж, который стал учеником и другом Равеля; пианист Рикардо Виньес. Постепенно кружок расширялся и к нему присоединились другие деятели артистических кругов Парижа. В ходе собраний Равель исполнял для друзей свои произведения, члены кружка музицировали, читали, декламировали. Их объединял интерес к современному искусству, творчеству Жана-Филиппа Рамо, Фридерика Шопена, Габриеля Форе, Клода Дебюсси и др., музыке русских композиторов, восточной культуре. Среди литературных предпочтений: произведения Поля Верлена, Артюра Рембо, Стефана Малларме, начинающего Поля Валери и др. Первоначально «странное общество непохожих людей» (Марсель Марна) собиралось по субботам в ателье Сарда на Монмартре, но после жалоб соседей на частый шум и звуки современной музыки по ночам, его члены перебрались в одиноко стоящий дом Деляжа. В годы своей активности «апаши» встречались еженедельно. Большая часть совместного времяпровождения была посвящена музицированию. Сигналом для сбора, вызова кого-либо стала предложенная Равелем главная тема Симфонии № 2 («Богатырская») си минор Александра Бородина.    
Состав постоянно менялся. Кроме названных участников общества в него входили: поэт Тристан Клингзор, скульптор Сипа Годебский, дирижёр Дэзире-Эмиль Энгельбрехт, декоратор Жорж Муво, пианист Марсель Шадень, композиторы Андре Капле, Поль Ладмиро, Флоран Шмитт и Деода де Северак, Манюэль де Фалья (с 1907 года), Игорь Стравинский (с 1909 года), музыканты и критики Мишель Кальвокоресси, Эмиль Вюйермоз и другие лица не имеющие непосредственного отношения к искусству. Так, среди членов были пианист-любитель Морис Табюто, математик Жоакен Босета, аббат Леонс Пэти. Мифическим членом содружества был «Гомес де Рике», являвшийся предлогом для его автора Равеля покинуть какое-либо неинтересное ему общество и незамедлительно посетить этого «апаша».   
Членам кружка Равель посвятил сборник из пяти частей «Отражения» (Miroirs):   
1. «Ночные видения» («Ночные бабочки») — поэту-«полуночнику» Фаргу;
2. «Грустные птицы» — пианисту Виньесу;
3. «Лодка в океане» — художнику Сорду;
4. «Альборада» — соученику по классу композиции Равеля у Форе Кальвокоресси;
5. «Долина колокольных звонов» — ученику и другу Равеля Деляжу[3].

### Название
По распространённой версии, название группы появилось случайно. В начале XX века термин апаши (Les Apaches) применялся для описания французских уличных банд, которые в то время представляли большой интерес для общества и их опасность подогревалась сенсационными сообщениями средств массовой информации. Они в свою очередь получили своё название в честь индейцев апачей, так как, якобы, не уступали им в жестокости и «дикости». Деляж вспоминал: «Равель естественно должен был стать центром кружка, который не имел названия. Оно было дано в воскресение, когда мы поднимались по улице Rue de Rome после концерта распространителем газеты, который нас толкнул без всякой иронии: “Осторожно, апаши!”» Эти слова подхватил Рикардо Виньес. По другой версии, уличный продавец газеты «L’Intransigeant», увидел группу богемно одетых молодых людей во главе с Равелем, которые переходили улицу Rue de Rome. Газетчик испугавшись их вида закричал на всю улицу: «Осторожно, апаши!» По мнению Фарга, название появилось благодаря Виньесу. Известно, что именно он сказал знаковые для группы слова: «Апаши в Вечности».

### Прекращение деятельности
В связи с началом Первой мировой войны кружок прекратил существование, но Равель и другие его участники поддерживали отношения между собой и позже.